# Selección femenina de fútbol sala de Colombia
La Selección de Fútbol Sala de Colombia es el equipo formado por jugadoras de nacionalidad colombiana, que representa a Colombia a través de la Federación Colombiana de Fútbol en las competiciones oficiales organizadas por la CONMEBOL y la FIFA. Disputó su primer partido oficial el 6 de noviembre de 2007 frente a la Selección Argentina, en el primer partido correspondiente al Sudamericano Femenino de Futsal 2007 celebrado en Ecuador, donde Colombia se impuso a las argentinas por 1-4.
Colombia es la segunda y única selección sudamericana después de Brasil que se ha consagrado campeona de la Copa América Femenina de Futsal, título que obtuvo en el año 2015. Además obtuvo la medalla de plata en los años 2007, 2009 y 2017, y la medalla de bronce en 2019 y 2023.
La Selección Colombia también fue campeona en los Juegos Bolivarianos de 2009 y en los Juegos Suramericanos de 2018.
El 6 de mayo de 2024 la FIFA publicó por primera vez el ranking de selecciones de futsal femenino y la Selección Colombiana se ubicó en el 5to puesto a nivel mundial.

## Uniforme
El uniforme de la selección colombiana se compone de una camiseta amarilla con un pantalón azul y medias rojas, debido a esto el color de la indumentaria le ha dado el apelativo de "Tricolor". El uniforme alternativo actual se compone de una camiseta negra, pantalón negro y medias negras con detalles en rojo. Actualmente el proveedor es la multinacional alemana, Adidas.

## Estadísticas

### Mundial Femenino de Futsal FIFA
| Competición    | Resultado   | Posición    | PJ          | PG          | PE          | PP          | GF          | GC          |
| Filipinas 2025 | Clasificado | Clasificado | Clasificado | Clasificado | Clasificado | Clasificado | Clasificado | Clasificado |
| -------------- | ----------- | ----------- | ----------- | ----------- | ----------- | ----------- | ----------- | ----------- |

### Copa América Femenina de Futsal
| Competición    | Resultado     | Posición      | PJ            | PG            | PE            | PP            | GF            | GC            |
| Brasil 2005    | No participó. | No participó. | No participó. | No participó. | No participó. | No participó. | No participó. | No participó. |
| -------------- | ------------- | ------------- | ------------- | ------------- | ------------- | ------------- | ------------- | ------------- |
| Ecuador 2007   | Subcampeón    | 2.ª           | 4             | 2             | 0             | 2             | 9             | 12            |
| Brasil 2009    | Subcampeón    | 2.ª           | 5             | 4             | 0             | 1             | 34            | 13            |
| Venezuela 2011 | Primera fase  | 5.ª           | 4             | 2             | 0             | 2             | 10            | 15            |
| Uruguay 2015   | Campeón       | 1.ª           | 5             | 5             | 0             | 0             | 30            | 8             |
| Uruguay 2017   | Subcampeón    | 2.ª           | 6             | 3             | 1             | 2             | 19            | 15            |
| Paraguay 2019  | Tercer puesto | 3.ª           | 6             | 4             | 1             | 1             | 13            | 11            |
| Argentina 2023 | Tercer puesto | 3.ª           | 6             | 4             | 0             | 2             | 13            | 12            |
| Brasil 2025    | Tercer puesto | 3.ª           | 6             | 3             | 2             | 1             | 20            | 11            |
| Total          | 7/8           | 2.ª           | 36            | 24            | 2             | 10            | 128           | 86            |

## Colombia en el Ranking FIFA
Actualizado al último ranking publicado por la FIFA el 6 de mayo de 2024.
| #  | Selecciones | Confederación | Puntos  |
| -- | ----------- | ------------- | ------- |
| 1  | Brasil      | Conmebol      | 1364,75 |
| 2  | España      | UEFA          | 1302,33 |
| 3  | Portugal    | UEFA          | 1266,33 |
| 4  | Argentina   | Conmebol      | 1202,84 |
| 5  | Colombia    | Conmebol      | 1168,69 |
| 6  | Tailandia   | AFC           | 1163,97 |
| 7  | Rusia       | UEFA          | 1152,29 |
| 8  | Irán        | AFC           | 1146,96 |
| 9  | Japón       | AFC           | 1139,54 |
| 10 | Italia      | UEFA          | 1122,66 |

## Selección actual
Actualizado con la convocatoria para la Copa América 2025.
| Jugadoras | Jugadoras           | Jugadoras | Jugadoras | Jugadoras                   |
| N.º       | Nombre              | Posición  | Edad      | Club                        |
| --------- | ------------------- | --------- | --------- | --------------------------- |
| 4         | Daniela Quintero    | Cierre    |           | Malgi                       |
| 6         | Alejandra Apraez    | Ala       | 25 años   | Nacional                    |
| 7         | Merlín Salcedo      | Pivot     | 22 años   | C.D. Salesianos Puertollano |
| 8         | Daniela Camargo     | Ala       | 24 años   | San Lorenzo                 |
| 10        | Valentina Rodríguez | Ala       | 22 años   | Deportivo JAP               |
| 11        | Dayana Rivera       | Pivot     | 20 años   | Dinhos Helveltia            |
| 12        | Allison Olave       | Arquera   | 22 años   | AD Ceuta                    |
| 13        | Laura Bustos        | Ala       | 23 años   | Racing Club                 |
| 14        | Mariana Restrepo    | Pivot     | 26 años   | Estrela Cortegada           |
|           | Paula Valencia      | Arquera   |           | Always Ready                |
|           | Sonia Avendaño      |           |           | Jhon Jota                   |
|           | Nicole Mancilla     |           |           | Independiente Cali          |
|           | Karen Torres        |           |           | Independiente Santa Fe      |
|           | Isabella Mosquera   |           |           | Atlético Nacional           |
|           | Melissa Jaimes      |           | 21 años   | At. Torcal                  |

## Palmarés
- Copa América Femenina de Futsal 2015:  Campeón

- Campeonato Sudamericano de Futsal Femenino Sub-20 de 2024:[5]  Campeón

- Fútbol sala Femenino en Juegos Suramericanos de 2018:  Campeón

- Fútbol sala Femenino en Juegos Bolivarianos de 2009:  Campeón